# Cross (альбом)
Cross (також відомий як † та Justice) є дебютним студійним альбомом від французького електронного дуета Justice. Випущений 11 червня 2007 року.
Записаний впродовж 2005 та 2006 років у Парижі, Cross намагався стати оперним диско альбомом. Включає в себе безліч семплів та "мікросемплів", з близько 400 альбомів які були використані як матеріал для семплів.
Пісня D.A.N.C.E. була натхненна та посвячена Майклу Джексону.
Отримав дуже позитивні відгуки та був номінований на найкращий електронний альбом року, а D.A.N.C.E номінований як найкращий запис та найкраще музичне відео на 50-ій церемонії Греммі

## Список пісень
| #     | Назва                                                      | Тривалість |
| ----- | ---------------------------------------------------------- | ---------- |
| 1.    | «Genesis»                                                  | 3:54       |
| 2.    | «Let There Be Light»                                       | 4:55       |
| 3.    | «D.A.N.C.E.»                                               | 4:02       |
| 4.    | «Newjack»                                                  | 3:36       |
| 5.    | «Phantom»                                                  | 4:22       |
| 6.    | «Phantom Pt. II»                                           | 3:20       |
| 7.    | «Valentine»                                                | 2:56       |
| 8.    | «Tthhee Ppaarrttyy» (featuring uncredited vocals by Uffie) | 4:03       |
| 9.    | «DVNO» (featuring uncredited vocals by Mehdi Pinson)       | 3:56       |
| 10.   | «Stress»                                                   | 4:58       |
| 11.   | «Waters of Nazareth»                                       | 4:25       |
| 12.   | «One Minute to Midnight»                                   | 3:41       |
| 48:13 |                                                            |            |

| Японський бонус трек | Японський бонус трек             | Японський бонус трек |
| #                    | Назва                            | Тривалість           |
| -------------------- | -------------------------------- | -------------------- |
| 13.                  | «D.A.N.C.E.» (rehearsal version) | 4:29                 |

Всі пісні написані Justice, окрім "D.A.N.C.E." написана разом з Джессі Шетоном, "Tthhee Ppaarrttyy" разом з Uffie and Feadz та "DVNO" написана разом з Mehdi Pinson